# Myxidium scorpii
Myxidium scorpii is een microscopische parasiet uit de familie Myxidiidae. Myxidium scorpii werd in 1950 beschreven door Shulman-Albova. 